# Formosotoxotus
Formosotoxotus is een kevergeslacht uit de familie van de boktorren (Cerambycidae). De wetenschappelijke naam van het geslacht werd voor het eerst geldig gepubliceerd in 1960 door Hayashi.

## Soorten
Formosotoxotus omvat de volgende soorten:
- Formosotoxotus auripilosus (Kano, 1933)
- Formosotoxotus hisamatsui Ohbayashi N., 2009
- Formosotoxotus malayanus Hayashi, 1977
- Formosotoxotus masatakai Ohbayashi N., 2007
- Formosotoxotus nobuoi Vives & Niisato, 2006
- Formosotoxotus takaoi Niisato, 1996
- Formosotoxotus uenoi Ohbayashi N., 1995